# Lana (rivière)
Pour les articles homonymes, voir Lana.

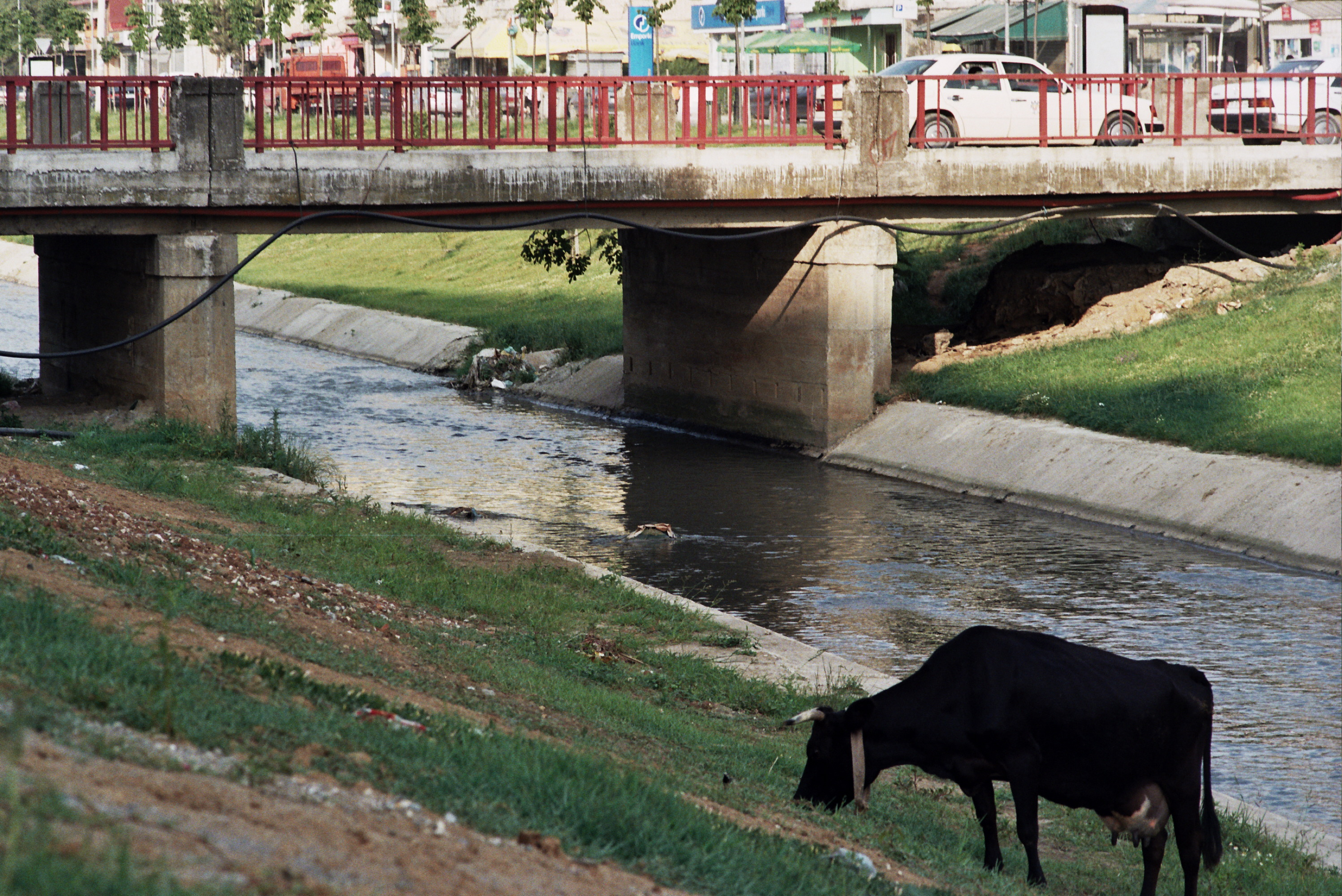

La Lana est une rivière d'Albanie d'une longueur de 29 km qui traverse la ville de Tirana. Elle est un affluent de la Tirana.

## Source de la traduction
- (de) Cet article est partiellement ou en totalité issu de l’article de Wikipédia en allemand intitulé « Lana (Fluss) » (voir la liste des auteurs).